# Ситово (област Пловдив)
Вижте пояснителната страница за други значения на Ситово.
Ситово е село в Южна България. То се намира в община Родопи, област Пловдив.

## География
Село Ситово се намира в планински район. Това село е едно от най-красивите родопски села. То е уникално със своята природа. Край селото има аязмо със студена и лековита вода.

## История
Историята на това село датира още от преди повече от 2 хилядолетия. По времето на Одриското царство на това място се заселват траки от племето беси (едно от най-войнствените тракийски племена), които са използвали труднодостъпните скални образувания в местността Щут за крепости (Щуда града се намира на около километър северно в посока Пловдив). Още преди Пловдив да се е създал, на това място се е водел уседнал живот. За това свидетелства и така нареченият Ситовски надпис.
През Средните векове (след образуване на Българската държава 7 – 14 век) селото попада както в границите на България, така често и в границите на Византия.
По време на османското владичество Ситово преживява не един и два тежки момента. Смята се, че селото, макар и труднодостъпно, е било завладяно около 1392 – 1394 г. Може би най-тежкият и съкрушителен период от чуждото владичество са опитите за потурчването на селото. Както и в други родопски села, и тук помохамеданчването е било в периода 1666 – 1667 г. Тези, които отказали да си сменят вярата, били изклани, а тези, които успели да се скрият по Баш Мандра, Барчината, Бех тепе, Бялото камъне, Корията и въобще в гората, запазват християнския образ на селото и до днес. Ситовските българо-мохамедани били изселени през 1882 г. заради убийството на „Армазкия поп“ през Априлското въстание. Възрастните в селото все още си спомнят разкази, слушани от техни родители за този поп – „той бил по-юнак от турския бюлюкбаши в Ситово, Мехмед паша, имал пищов и яхал хубава кобила. Докато препускал по ситовските местности, той стрелял с пищова. Когато го питали какви са тези гърмове, които се чуват, той отговарял, че това е чаткането на петалите на кобилата му. През Априлското въстание той бил първият убит в селото, помаците го нарязали на парчета и през нощта християните го събрали в една черга и го погребали.
През Втората световна война селото има много партизани и ятаци, един от които е Спартак – командир в отряд „Антон Иванов“. През периода 1944 – 1989 г. селото е много силно икономически. През периода 1950 – 1960 г. селото е брояло над 850 жители. През 1946 г. започва електрифицирането на селото, а през 1950 г. то вече е имало и нова ВиК система. Има изградено читалище на мястото на джамията (първоначално джамията е била църква „Св. Марина“, но с идването на турците е разрушена църквата и построена джамията). През 1958 г. е създадено и ТКЗС.

## Население
Численост на населението според преброяванията през годините:
| \| Година на преброяване \| Численост \| \| --------------------- \| --------- \| \| 1934 \| 797 \| \| 1946 \| 720 \| \| 1956 \| 673 \| \| 1965 \| 462 \| \| 1975 \| 198 \| \| 1985 \| 106 \| \| 1992 \| 98 \| \| 2001 \| 69 \| \| 2011 \| 16 \| \| 2021 \| 21 \| |           |
| Година на преброяване | Численост |
| 1934 | 797       |
| 1946 | 720       |
| 1956 | 673       |
| 1965 | 462       |
| 1975 | 198       |
| 1985 | 106       |
| 1992 | 98        |
| 2001 | 69        |
| 2011 | 16        |
| 2021 | 21        |

### Етнически състав
Преброяване на населението през 2011 г.
Численост и дял на етническите групи според преброяването на населението през 2011 г.:
|                     | Численост | Дял (в %) |
| Общо                | 16        | 100.00    |
| Българи             | 10        | 62.50     |
| Турци               | 0         | 0.00      |
| Цигани              | 0         | 0.00      |
| Други               | 0         | 0.00      |
| Не се самоопределят | 0         | 0.00      |
| Неотговорили        | 6         | 37.50     |

## Културни и природни забележителности
Селото е културно развито. Там се построява едно от първите училища в нахията Рупчос още през 1834 г. Ситовци, учили в ситовското училище, преподавали както в Лилково, Дедово, Бойково, но и в села като Широка лъка и Чепеларе, Хвойна и Орехово.
В селото има две църкви – „Св. Петка“ (в центъра) и „Св. Богородица“ (на върха над селото). Първата е построена през 1848 г., а втората – малко по-късно.

## Редовни събития
Всяка година на 15 август се провежда събор, отваря се църквата, която е над селото и се отслужва литургия. Също така се прави курбан и се пече агне.

### Кухня
Кухнята е традиционно родопска – качамак, кавардисани картофи, всички видове баници без сладка, катми, фасул, боров мед и сладка от диви ягоди и боровинки.

## Други
Диалектът спада към рупчоските говори: коща, пот, бочва, кромполи, картоли, чорква, аратлик, гльодам, зьомам, васул. При членуване понякога -на/но, понякога -са/со, рякана, кощана, борикана, елона, сая вместо тази, есузи вместо този, хи вместо ѝ: Макя хи (майка ѝ).